# Jimmy Quinn (calciatore 1878-1945)
Jimmy Quinn (Croy, 7 luglio 1878 – Croy, 31 ottobre 1945) è stato un calciatore scozzese, di ruolo attaccante.

## Carriera

### Club
Militò per tutta la carriera nel Celtic, club con cui segnò 216 gol in 331 partite e con cui vinse 11 campionati e 6 coppe nazionali. Fu altresì il miglior marcatore del campionato scozzese in quattro occasioni.

### Nazionale
Ha vestito la maglia della Nazionale scozzese tra il 1905 e il 1912, collezionando un totale di 11 presenze e 7 reti.

## Palmarès

### Club

#### Competizioni nazionali
- Campionato scozzese: 11

Celtic: 1904-1905, 1905-1906, 1906-1907, 1907-1908, 1908-1909, 1909-1910, 1913-1914, 1914-1915, 1915-1916, 1916-1917, 1918-1919
- Coppa di Scozia: 6

Celtic: 1903-1904, 1906-1907, 1907-1908, 1910-1911, 1911-1912, 1913-1914